# Dafne (sobborgo di Antiochia)
Dafne (in greco Dáphne) è un antico villaggio sirio nell'Asia minore (oggi nell'Hatay, in Turchia): sorgeva sul fiume Oronte, a sud della città di Antiochia, della quale era un sobborgo.

## Storia
Era uno dei soggiorni favoriti dei seleucidi e si guadagnò la fama di luogo di dissolutezza. Trasse il nome da un boschetto di allori situato nelle sue vicinanze, dove annualmente si celebravano le feste in onore di Apollo Dafnio.
Nel 272, durante la campagna dell'imperatore romano Aureliano per la riconquista del Regno di Palmira, il generale palmireno Zabdas, che aveva dovuto abbandonare Antiochia nottetempo dopo la sconfitta nella battaglia di Immae assieme alla regina Zenobia, lasciò un contingente di arcieri sulla collina, in modo da rallentare l'inseguimento dell'esercito di Aureliano. L'imperatore ordinò alla fanteria di salire la collina disposta a testudo, cosicché, una volta giunti senza danni in cima all'altura, poterono sbarazzarsi degli arcieri.
Costanzo Gallo (351 - 354), per sradicare il culto pagano, vi fece traslare le reliquie di san Babila e vi fece erigere una basilica a lui dedicata, che venne poi chiusa dall'imperatore Giuliano; il Comes Orientis Giuliano (zio materno dell'imperatore), fece restaurare il tempio di Apollo.